# Coto (Caldas da Rainha)
Coto era una freguesia portuguesa del municipio de Caldas da Rainha, distrito de Leiría.

## Historia
Fue suprimida el 28 de enero de 2013, en aplicación de una resolución de la Asamblea de la República portuguesa promulgada el 16 de enero de 2013 al unirse con las freguesias de Nossa Senhora do Pópulo y São Gregório, formando la nueva freguesia de Caldas da Rainha — Nossa Senhora do Pópulo, Coto e São Gregório.